# Jak vraždili sestru Charlie
Jak vraždili sestru Charlie, v originále The Killing of Sister George, je divadelní hra německého dramatika Franka Marcuse z roku 1964. Odehrává se v Anglii. Do češtiny ji přeložila Marie Horská. Paroduje oblibu „nekonečných“ televizních seriálů a televize vůbec v moderní době. Též se zabývá vztahy mezi ženami a lidmi vůbec - přetvařováním a intrikami - a okrajově též lesbickou láskou. V roce 1965 byla oceněna Cenou londýnských kritiků a v roce 1968 na její motivy natočil americký režisér Robert Aldrich stejnojmenný film.

## Děj
Televizní hvězda June Buckridgeová, která hraje nesmírně oblíbenou sestru Charlie, ošetřovatelku v televizním seriálu Jablunkov (Applehurst), bývalá vojákyně s nevybíravými způsoby, sdílí byt se svoji partnerkou, mladší Alice McNaughtovou, ke které se někdy chová povýšeně, až sadisticky. Jednoho dne se vrátí z práce podrážděná - tvrdí, že její postavě, podle poznámky australské stážistky (zda se těší dobrému zdraví), hrozí v seriálu smrt. Se svoji postavou je silně ztotožněná, nechává se oslovovat Charlie. Alice ji uklidňuje, Australanka to prý tak nemyslela. Její nervozita ze zvyšuje, když jí zavolá ředitelka televize, Mercy Croftová, zda se může stavit kvůli pracovní záležitosti v jejím bytě. Alice se snaží, aby na ni její byt co nejvíce zapůsobil - rozmisťuje svoje diplomy za roli sestry Charlie po bytě, aby byly co nejlépe vidět. Když Mercy, energická a charismatická dáma velmi vybraných způsobů přichází, ukazuje se, že ji mnohem více zaujaly panenky, které má v bytě vystavené Alice, stejně jako její kuchařské umění a její povaha vůbec. Mercy přichází June pouze sdělit, že ji hrozí udělení důtky - stěžovala si na ni abatyše, neboť June v silně podnapilém stavu v taxíku vyděsila dvě její novicky. June se nejdřív vše snaží popřít, poté se přizná a souhlasí s napsáním omluvného dopisu do kláštera, společně s udělením finančního daru. Mercy odchází a June se uklidňuje. Abatyše omluvu přijímá a čeká na slibovaný dar. Dny plynou a June začíná být opět zneklidněná - průzkumy veřejného mínění ukazují, že jí v popularitě výrazně předhání jiná seriálová postava, hostinský Zrzek. Sestra Charlie v seriálu dostane angínu a June na několik dní dovolenou. Tvrdí, že televize zkouší, jak půjde seriál bez ní. Její obavy se potvrzují - zrovna, když si Alice hrají na Laurela a Hardyho a stříkají na sebe šlehačkou, přichází nečekaně Mercy Croftová, aby June sdělila, že její postava za 14 dní zemře. Vysvětluje jí, že Jablunkov ztrací diváky a scenáristé musí provést šokující událost, aby se k němu tito vrátili. June je zničená, propadá alkoholu. Za 14 dní skutečně sestra Charlie umírá - při její obvyklé cestě k nemocným na mopedu ji srazí ospalý řidič nákladního vozu. Televize fiktivní postavě uspořádá obrovský pohřeb, na který dorazí množství celebrit. June se s koncem svého hraní vyrovnává, opět má dobrou náladu a dochází jí spousty hřbitovních věnců a kondolencí od truchlících kolegů. Do této atmosféry přichází opět Mercy, aby June ještě jednou ujistila o důvodu smrti sestry Charlie, vyjádřila Alice obdiv za mnoholeté hraní a tlumočila ji nabídku redaktorky dětského vysílání, aby v jejím pořadu hrála krávu. June ji slovně napadne a opět se pohádá s Alice, která přijme již dříve danou nabídku Mercy, aby se k ní nastěhovala. June je sama. Usedá k televizi a uvědomuje si, že bez popularity nemůže žít. Hra končí tím, že začíná v křesle před televizí bučet - trénuje na roli krávy v dětském pořadu.